# 乌克兰第4坦克旅
第4坦克旅（烏克蘭語：  4-та окрема танкова бригада) ，全称第4“伊万·维霍夫斯基”独立坦克旅，是乌克兰陆军的一支坦克旅。 

## 历史

### 组建
第4坦克旅组建于2017年年底。 创建之初的目的是为充当 第1和第17坦克旅的预备部队。
第4坦克旅装备有T-64和T-72坦克。  2018年7月，该旅在第1坦克旅所在的洪恰里夫斯凯训练基地完成了最后阶段的战备。

### 俄乌战争

#### 2019
2019年9月，配备有T-72坦克、T-64BM坦克、BMP-2和各型火炮的第4坦克旅被派往反恐行动区，用于支援第72机械化旅和乌克兰海军步兵第36旅。 
2019年10月，第4坦克旅各单位进行了联合演习。 

#### 2022年俄罗斯入侵乌克兰
2022年2月24日，俄罗斯入侵乌克兰时，第4坦克旅被派往守卫乌克兰东北部，并参加了哈尔科夫战役 和乌克兰东部攻势，作为预备队部署在斯洛维扬斯克至克拉马托尔斯克一带。 
2022年5月，第4坦克旅驻扎在伊久姆南部。 

## 当前结构
截至2022年，该旅的结构如下： 
- 旅部和司令部
- 第1坦克营
- 第2坦克营
- 第3坦克营
- 机械化营
- 旅炮兵群
  - 总部和目标侦查营
  - 自行火炮营（ 2S3“相思”自行火炮 ）
  - 自行火炮营（ 2S1“康乃馨”自行火炮 ）
  - 火箭炮营（ BM-21火箭炮）
- 防空导弹炮兵营
- 后勤营

## 指挥官
- 奥列·切尔诺夫上校-2019